# بشملة عريضة الأوراق
بشملة عريضة الأوراق (الاسم العلمي:Eriobotrya latifolia) هي نوع غير مؤكد من النباتات تتبع جنس البشملة من الفصيلة الوردية. تم وصف هذا النوع من النبات علمياً لأول مرة من قبل جوزيف دالتون هوكر سنة 1878.